# Медаль «Ана даны — Материнская слава»
Медаль «Ана даны — Материнская слава» (тат. «Ана даны — Материнская слава медале») — государственная награда Республики Татарстан, учреждённая 6 декабря 1999 года и вручаемая раисом Республики Татарстан.

## История
Медаль «Ана даны — Материнская слава» вместе с описанием учреждена Законом Республики Татарстан от 6 декабря 1999 года за подписью президента Республики Татарстан М. Ш. Шаймиева. Указом президента от 2 ноября 2000 года было утверждено положение о медали и порядок рассмотрения ходатайств о награждении. Законом РТ от 24 марта 2004 года медаль была переучреждена в связи с образованием наградной системы Татарстана. Указом президента от 22 июня 2010 года был установлен новый внешний вид медали. Параллельно, в указ 2000 года неоднократно вносились изменения, в частности, касательно увеличения денежного вознаграждения. По состоянию на 2020 год, медалью награждено более 1400 матерей. Имеются случаи лишения награды.
Медаль стала первой и высшей государственной наградой в современной истории Татарстана, до учреждения в 2004 году ордена «За заслуги перед Республикой Татарстан». Будучи подобной званию «Мать-героиня», ордену «Материнская слава» и «Медали Материнства» советского времени, медаль на тот момент также оказалась первой специальной наградой для многодетных матерей в России. Так, на федеральном уровне орден «Родительская слава» появился только в 2008 году. В 2021 году в Татарстане была учреждена медаль «Родительская доблесть», которой было решено награждать обоих родителей, при отсутствии у них ордена «Родительская слава» и медали «Ана даны — Материнская слава».

## Статут
Медаль «Ана даны — Материнская слава» представляет собой высший знак материнского отличия, являющегося символом общественного признания и высокого уважения к женщине-матери. Медалью награждаются матери — граждане Российской Федерации, которые проживают на территории Республики Татарстан не менее пяти лет, родив и воспитав, или продолжая воспитывать, пятерых и более детей, при наличии не менее одного несовершеннолетнего ребёнка. Награды могут быть удостоены матери, «добросовестно относящиеся к воспитанию своих детей, обеспечивающие надлежащий уровень заботы о здоровье, образовании, физическом, духовном и нравственном развитии детей, полном и гармоничном развитии их личности, являющиеся примером в воспитании детей». Награждение медалью возможно по достижении пятым ребёнком возраста трёх лет и при наличии в живых других детей. При рассмотрении возможности награждения учитываются также дети, «погибшие или пропавшие без вести при защите Отечества или при исполнении иных воинских обязанностей либо при выполнении долга гражданина по спасению человеческой жизни, охране законности и правопорядка, а также умершие вследствие ранения, контузии, увечья или заболевания, полученных при указанных обстоятельствах, либо вследствие трудового увечья или профессионального заболевания, либо вследствие несчастных случаев, катастроф, стихийных бедствий». Во внимание также принимаются усыновлённые и удочерённые дети, и в таком случае награждение возможно при условии достойного воспитания и содержания приёмных детей в течение не менее трёх лет.
Награждение медалью производится указом раиса Республики Татарстан по решению соответствующей комиссии по государственным наградам, официальное сообщение о награждении публикуется в газете «Республика Татарстан». Нижестоящей по отношению к медали наградой является медаль «Родительская доблесть», а вышестоящей — медаль «100 лет образования Татарской Автономной Советской Социалистической Республики». Медаль носится на левой стороне груди, рядом или после орденов и медалей Российской Федерации и СССР, а также орденов и медалей Республики Татарстан, в частности, после медали «За заслуги в развитии местного самоуправления в Республике Татарстан». Вручение медали производится раисм или другими должностными лицами по его поручению на соответствующей торжественной церемонии. Награждённым матерям выплачивается единовременное денежное вознаграждение, составляющее 50 тысяч рублей на пятеро детей и по 10 тысяч на каждого ребёнка в случае шестерых и более детей. Также награждённым предоставляется ежемесячная денежная выплата в размере 400 с лишним рублей, субсидии в размере 50 процентов расходов по оплате жилья, коммунальных услуг, телефонной связи, радио, коллективной антенны.

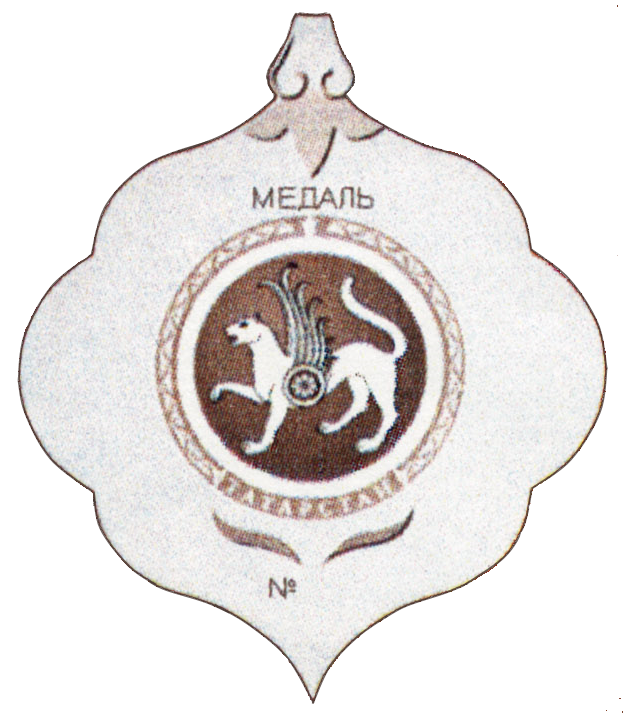
Реверс медали

## Описание
Медаль «Ана даны — Материнская слава» изготовлена из серебристого металла в форме листообразной пальметты размерами 50 на 43 миллиметров. На аверсе медали в центре помещён коралл, снизу имеется рельефное изображение тюльпана, окружённое с обеих сторон цветочно-растительным орнаментом и сопровождаемое круговой надписью «АНА ДАНЫ — МАТЕРИНСКАЯ СЛАВА». На аверсе медали в центре размещён выпуклый герб Республики Татарстан, вверху над которым имеется надпись «МЕДАЛЬ», а ниже — листообразный растительный орнамент и порядковый номер. С помощью ушка и кольца медаль соединяется с металлической колодкой зелёно-бело-красного цветов в форме стилизованного государственного флага Республики Татарстан, выполненного в технике перегородчатой эмали. На оборотной стороне колодки имеется булавка для ношения медали на одежде.